# Малый Петрюг
Малый Петрюг — река в России, протекает в Кичменгско-Городецком районе Вологодской области и Вохомском районе Костромской области. Устье реки находится в 2,2 км по правому берегу реки Большой Петрюг. Длина реки составляет 19 км, площадь водосборного бассейна 78,9 км². Река течёт по ненаселённому лесу в юго-западном направлении.

## Данные водного реестра
По данным государственного водного реестра России относится к Верхневолжскому бассейновому округу, водохозяйственный участок реки — Ветлуга от истока до города Ветлуга, речной подбассейн реки — Волга от впадения Оки до Куйбышевского водохранилища (без бассейна Суры). Речной бассейн реки — (Верхняя) Волга до Куйбышевского водохранилища (без бассейна Оки).
По данным геоинформационной системы водохозяйственного районирования территории РФ, подготовленной Федеральным агентством водных ресурсов:
- Код водного объекта в государственном водном реестре — 08010400112110000040960
- Код по гидрологической изученности (ГИ) — 110004096
- Код бассейна — 08.01.04.001
- Номер тома по ГИ — 10
- Выпуск по ГИ — 0